# Sam Parks
Sam Parks Jr, född 23 juni 1909 i Bellevue, Pennsylvania, död 7 augusti 1997 i Clearwater, Florida, var en amerikansk golfspelare.
Sam lärde sig spelet på Highland Country Club i Pittsburgh och tog lektioner av Gene Sarazen, vilket på den tiden var en ovanlig väg att gå, eftersom de flesta professionella golfspelarna började som caddies åt samtida proffs. Han studerade vid Pittsburgh University och var lokalt en framstående amatörspelare med bland annat en andra plats i North & South Amateur.
Han vann en majortävling: 1935 års upplaga av US Open på Oakmont Country Club  i Oakmont i Pennsylvania. Efter rundorna 77-73-73-76 och totalt 299 slag vann han med två slag över tvåan Jimmy Thompson. Efter segern i US Open, noterade han en topp-10 placering i PGA Championship på Twin Hills Golf & Country Club i Oklahoma City.
I och med framgångarna under säsongens majortävlingar blev Sam utnämnd till det årets amerikanska Ryder Cup lag. Upplagan spelades på Ridgewood Country Club i New Jersey, och Sam sänkte en 10-metersputt för att dela singelmatchen mot årets British Open segrare Alf Perry.
Sam slutade med golfen under mitten av 1940-talet och började istället att jobba som säljare på U.S Steel, där han fortsatte att arbete i 30 år.
Sam blev invald till Western Pennsylvania Golf Hall of Fame i oktober 2015.

## Meriter

### Majorsegrar
| År   | Mästerskap | Resultat        | Mot par | Segermarginal | Runner-up     | Golfbana             |
| ---- | ---------- | --------------- | ------- | ------------- | ------------- | -------------------- |
| 1935 | U.S. Open  | 77-73-73-76=299 | +11     | 2 slag        | Jimmy Thomson | Oakmont Country Club |

### Övriga segrar
Den här listan kan vara inkomplett
- 1926: West Penn Junior Championship
- 1937: Tri-State Section PGA Championship

- 1940: West Penn Open, Pennsylvania Open championship
- 1943: Tri-State Section PGA Championship
- 1945: Tri-State Section PGA Championship

Källa: